# Журавель австралійський
Журавель австралійський (Antigone rubicunda) — вид журавлів, що поширений в Австралії та Новій Гвінеї.

## Поширення та чисельність
Вид поширений на півночі та сході Австралії і на півдні Нової Гвінеї. Загальна чисельність виду за оцінками становить близько 100 тис. птахів.

## Опис
Птах заввишки 70-130 см. Розмах крил 170—240 см. Вага — 3,7-8,7 кг. Лице, щоки і горловий мішок коралово-червоні або яскраво-помаранчеві. На маківці пір'я відсутнє, шкіра в цьому місці має вигляд зеленувато-сірої шапинки. Очі помаранчеві. Дзьоб досить довгий, сірий. Оперення тулуба блакитно-сіре за винятком махових пір'їн крил: пір'я першого порядку майже чорні, а другого порядку сірі. Махові пера другого порядку сильно подовжені і закривають хвіст, утворюючи щось на зразок шлейфа. Ноги довгі, чорні.

## Спосіб життя
Мешкає на болотистих долинах річок, у заплавах, на берегах озер, у мангрових болотах. У сезон розмноження живуть парами та невеликими сімейними групами. У позашлюбний період збираються у великі зграї (іноді до 1000 птахів), але цілісність сімейних груп зберігається. Живиться корінням, бульбами, комахами, молюсками, ракоподібними, жабами та ящірками. Коріння та бульби відкопує у болотистому ґрунті.

## Розмноження
Утворює моногамні пари, які як правило, залишаються на все життя, лише після загибелі одного з членів пари, інший партнер шукає собі супутника. Початок шлюбного сезону багато в чому визначається опадами, а не порою року. Паруванню передують шлюбні танці. Гніздо облаштовують на штучному острівці на мілководді. У гнізді 2-3 білих яйця. Інкубація триває 32 дні. Пташенята залишають гніздо впродовж доби після вилуплення. Вчаться літати через три місяці. Молодь може залишатися з батьками до двох років.